# 舊阿克爾教堂
舊阿克爾教堂（挪威語：Gamle Aker kirke）是位於挪威首都奧斯陸的一座中世紀時期的教堂，這座教堂是奧斯陸現存的建築中歷史最古老的。教堂的歷史起源於一座古老的銀礦。教堂在歷史上曾經歷過多次戰火。

## 图库

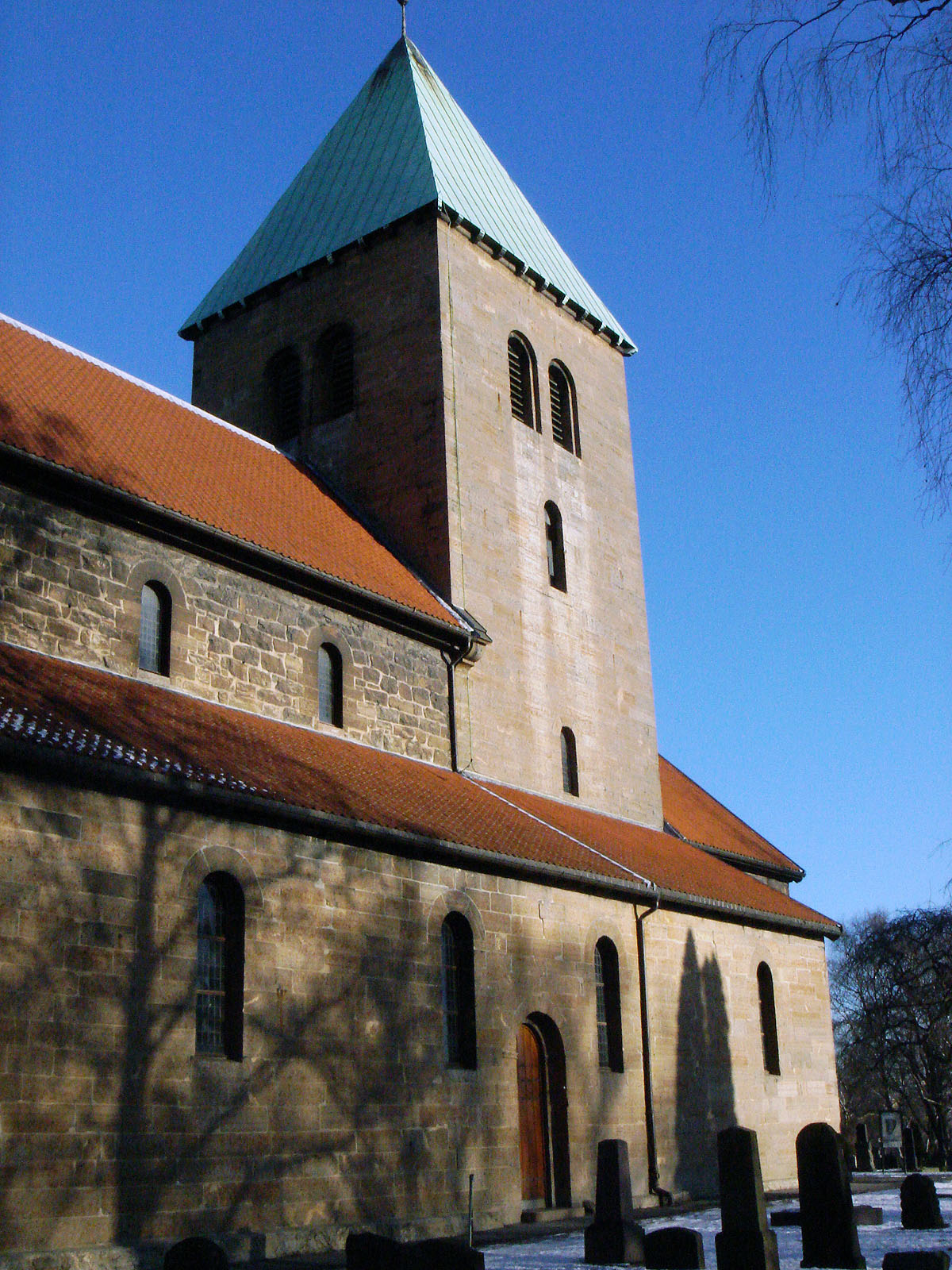
旧阿克尔教堂塔
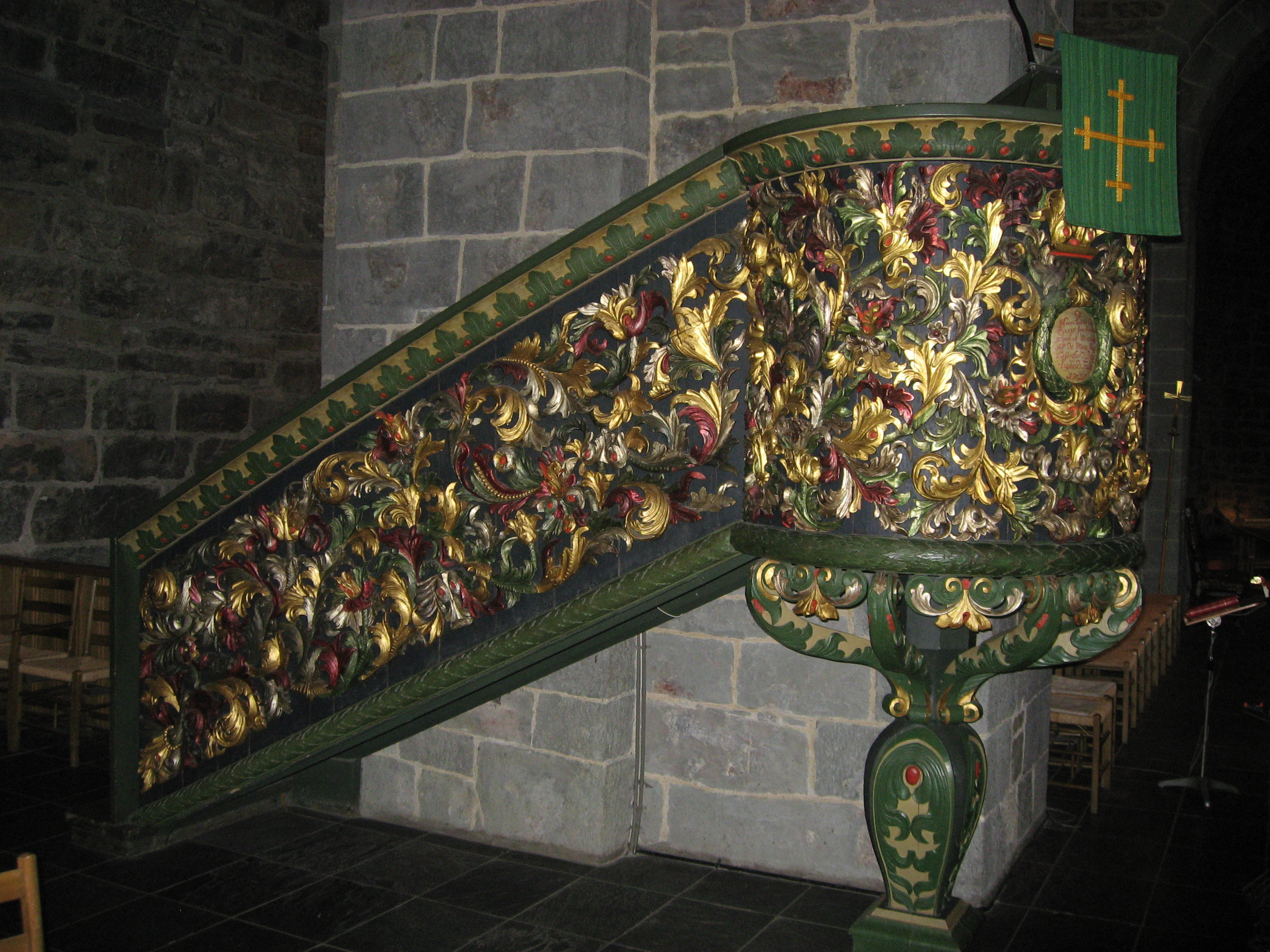
旧阿克尔教堂讲坛
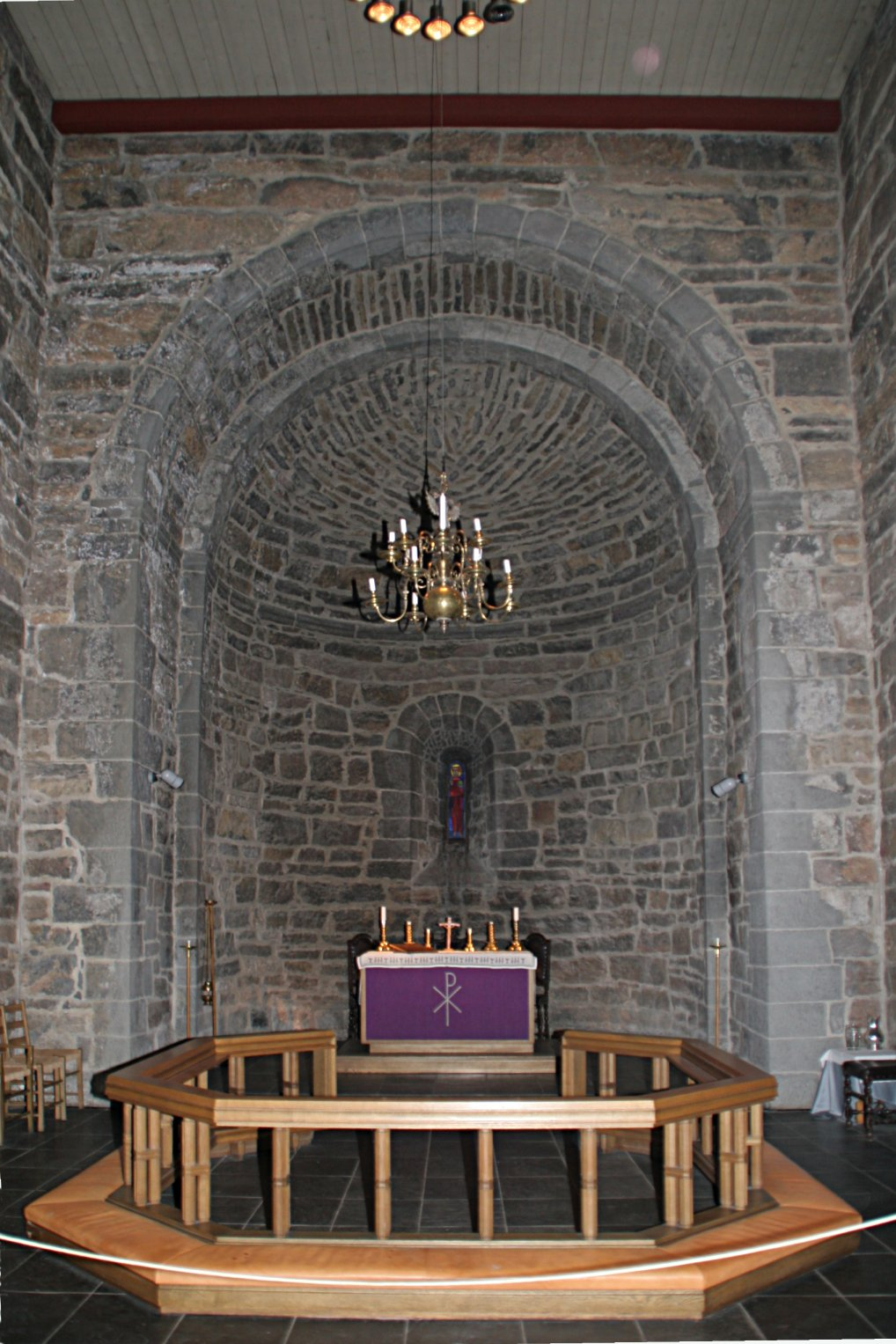
旧阿克尔教堂祭坛
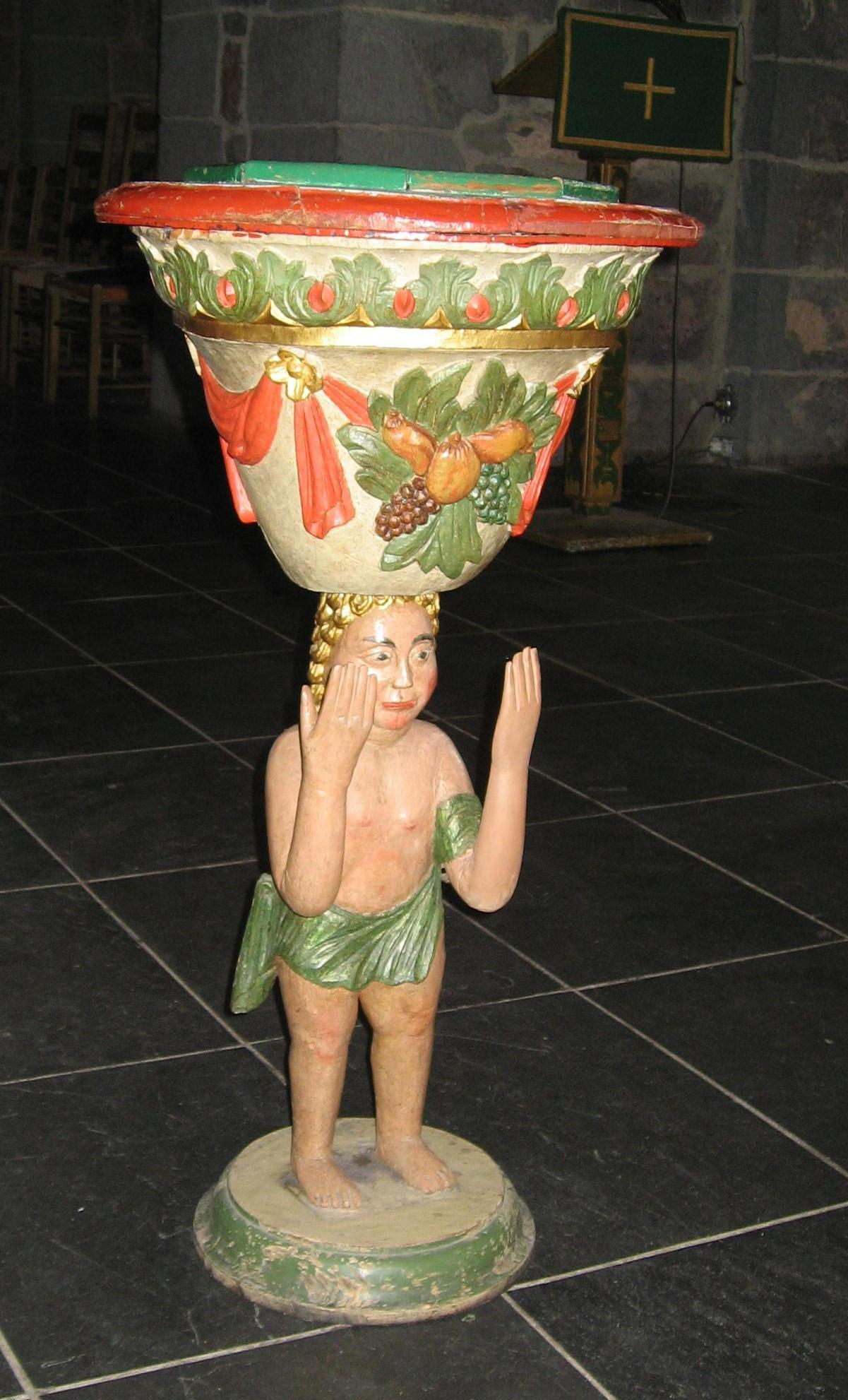
旧阿克尔教堂领洗池
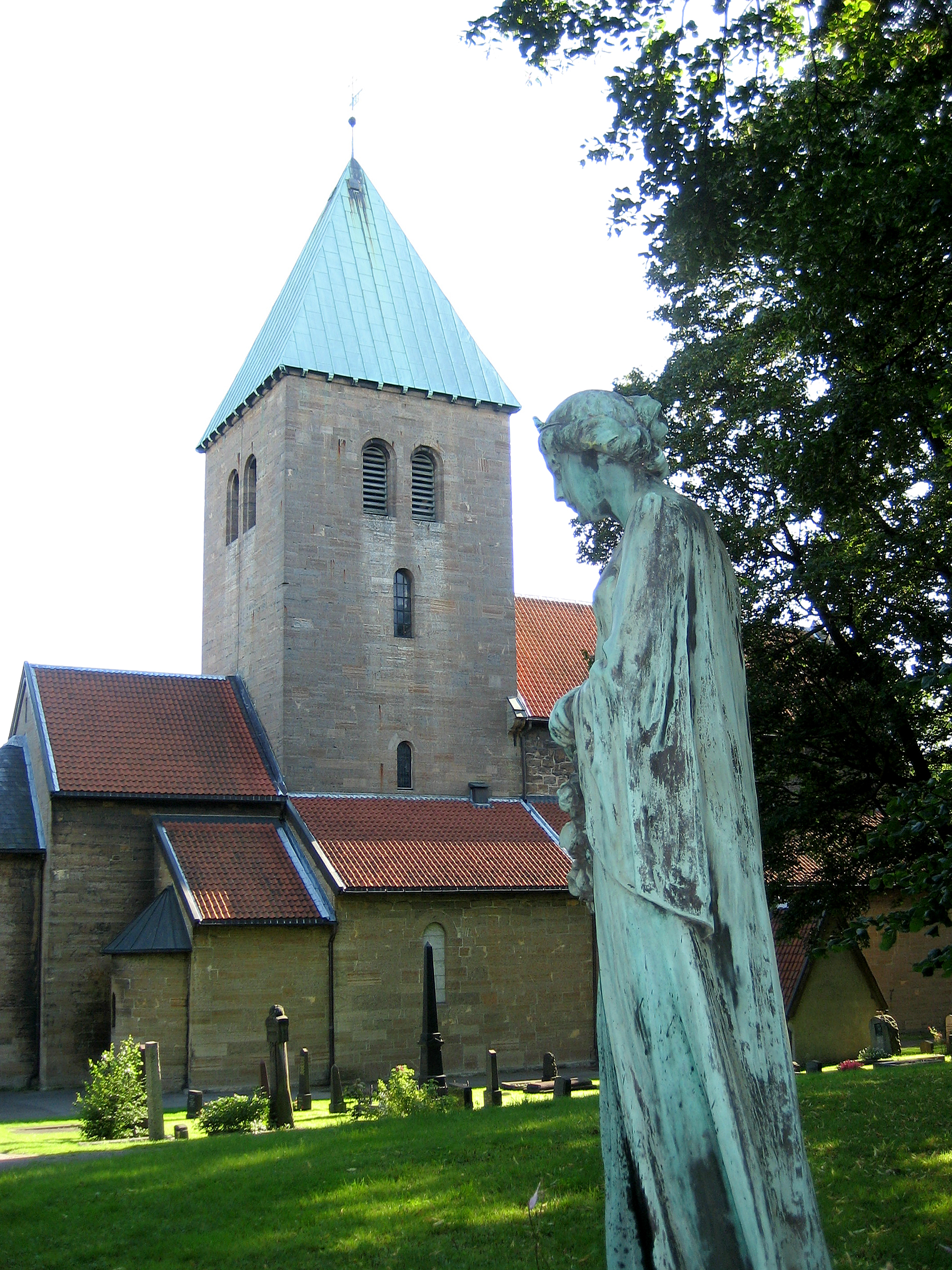
旧阿克尔教堂与雕塑

## 外部連結
- Church of Norway parish website Norwegian （页面存档备份，存于）
- Gamle Aker kirke Historical website （挪威文）
- Old Aker Church （页面存档备份，存于） （英文）
- Oslo 360 Degree

59°55′24.55″N 10°44′50.22″E / 59.9234861°N 10.7472833°E